# 秦皇岛路
秦皇岛路是中華人民共和國上海市虹口區與楊浦區的交界道路，北起楊樹浦路，南至黃浦江邊的秦皇島路渡口。全长252米，道路名稱來自於河北省秦皇島，始建於清朝宣统三年（1911年）。